# Giovanni Sinadeno (megas stratopedarches)
Giovanni Comneno Ducas Angelo Sinadeno (in greco Ἰωάννης Κομνηνός Ἄγγελος Δούκας Συναδηνός?; fl. XIII-XIV secolo) è stato un generale bizantino con il grado di megas stratopedarchēs durante i regni di Michele VIII Paleologo (r. 1259-1282) e Andronico II Paleologo (r. 1282-1328).

## Biografia
Sinadeno compare nel 1276/1277, quando, insieme al megas konostaulos Michele Cabalario, guidò un esercito contro il sovrano indipendente della Tessaglia, Giovanni I Ducas. L'esercito bizantino fu sbaragliato nella battaglia di Farsalo e lo stesso Sinadeno fu catturato, mentre Cabalario fu ucciso mentre cercava di fuggire. Liberato o riscattato dalla prigionia, nel 1281 partecipò alla campagna contro gli Angioini in Albania che portò alla vittoria bizantina a Berat. Infine, nel 1283, partecipò a un'altra campagna contro Giovanni Ducas, sotto Michele Tarcaniota.
Alla fine Sinadeno si ritirò in un monastero con il nome monastico di Gioacchino. Dopo la sua morte (avvenuta tra il 1310 e il 1328), sua moglie, Teodora Paleologa Sinadena, figlia di Costantino Paleologo, fratellastro di Michele VIII, si fece suora con il nome di Teodoule e fondò il Convento della Madre di Dio Bebaia Elpis ("Speranza certa") a Costantinopoli. Il typikon del convento (il cosiddetto "Lincoln College typikon"), scritto in gran parte da Teodora, include ricche immagini dei membri della famiglia.

## Discendenza
Con Teodora, Giovanni ebbe quattro figli, che, a quanto risulta, erano tutti piccoli quando morì:
- Giovanni Sinadeno, megas konostaulos[6][7].
- Eufrosine Sinadena, che si era impegnata a diventare suora fin dall'infanzia e fu la seconda fondatrice della Bebaia Elpis insieme alla madre[8][9].
- Una figlia dal nome sconosciuto, un tempo considerata come possibile sposa dello zar bulgaro Teodoro Svetoslav[3].
- Teodoro Sinadeno, prōtostratōr, ebbe un ruolo importante nelle guerre civili bizantine della prima metà del XIV secolo[10][11].